# Coralaxius nodulosus
Coralaxius nodulosus is een tienpotigensoort uit de familie van de Axiidae. De wetenschappelijke naam van de soort is voor het eerst geldig gepubliceerd in 1877 door Meinert.